# Walter Eich
Pour les articles homonymes, voir Eich.
Walter Eich est un joueur de football suisse né le 27 mai 1925 et mort le 1er juin 2018.

## Caractéristiques
- Poste : gardien
- Formation : FC Winterthur

## Palmarès
- Champion de suisse en 1957, 1958, 1959 et 1960 avec le BSC Young Boys
- Vainqueur de la Coupe de Suisse en 1953 et 1958 avec le BSC Young Boys

## Équipe nationale
- 5 sélections
- Première sélection : Pays de Galles-Suisse 3-2, le 16 mai 1951 à Wrexham
- Dernière sélection : Suisse-Équipe d'Allemagne de football 3-5, le 25 avril 1954 à Bâle

## Clubs successifs
- 1945-1947 Young Fellows Zurich
- 1947-1960 BSC Young Boys